# Annibale Zucchini
Annibale Zucchini (* 1891 in Ferrara; † 1970 in Garbagnate Milanese) war ein italienischer Bildhauer und Architekt.

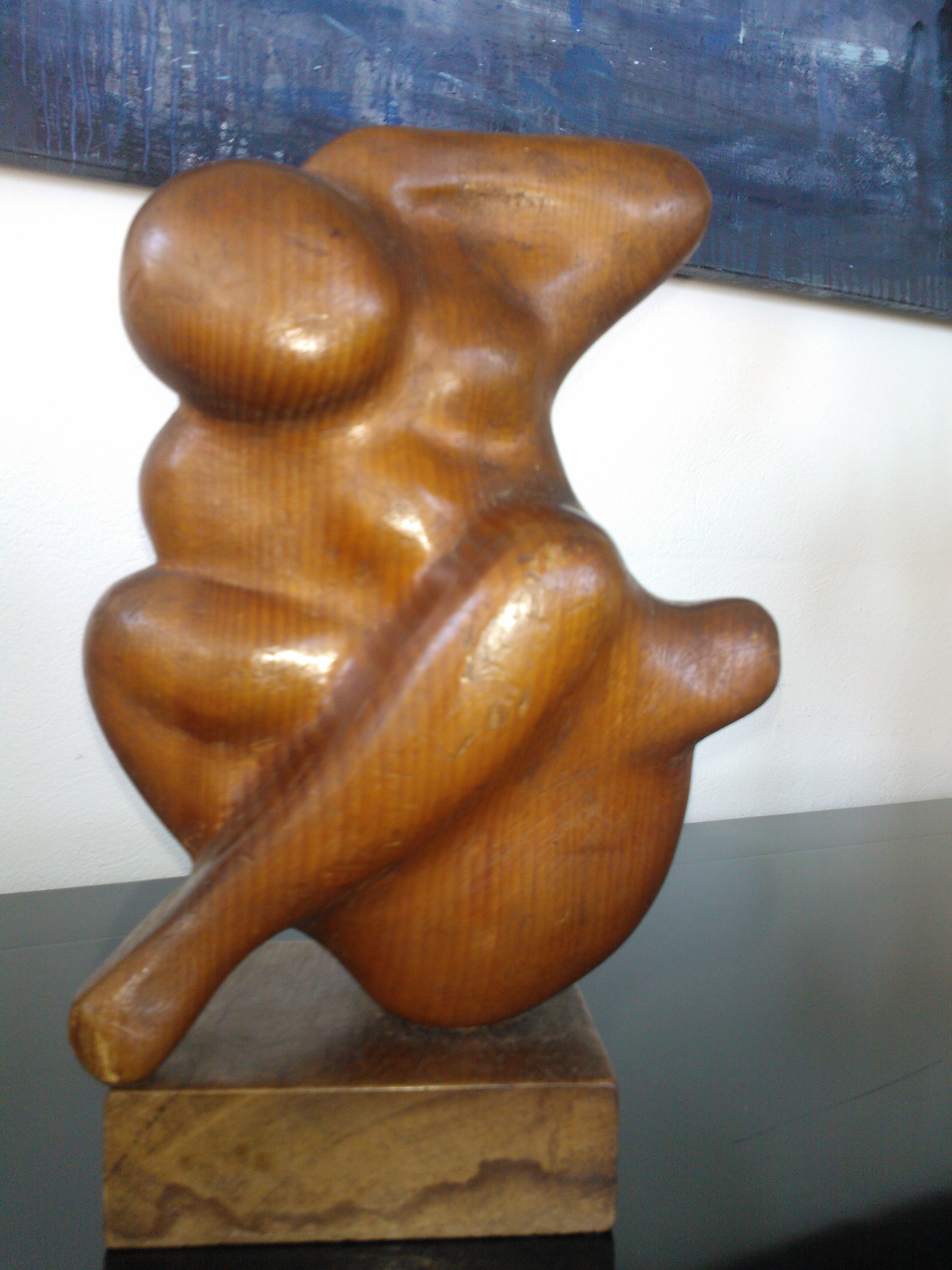
Holzskulptur Akt

## Leben
Annibale Zucchini wurde 1891 in Ferrara geboren und erwarb 1916 sein Architekturdiplom in Rom, wohin er zum Studium gezogen war. Seinen Beruf übte er einige Jahre bei Ansaldo in Genua aus und entwarf auch besondere Werke wie die kleine Kirche San Francesco di Foza in der Nähe von Asiago.

### Interesse an der Bildhauerei
Bald interessierte er sich für die Bildhauerei, zeigte aber auch Interesse an der Malerei und näherte sich den Vertretern des Futurismus und anderen innovativen Künstlerkreisen am. Er kehrt nach Rom zurück, wo er mit der Scuola di via Cavour in Kontakt kam. Zwischen 1935 und 1955 stellte er seine Werke in verschiedenen Galerien und auf allen römischen Quadriennali aus. In seiner Heimatstadt schloss er sich einer Gruppe von Künstlern und Intellektuellen namens Al Filò an, deren Hauptziel es war, die repräsentativste lokale Kunst zu fördern. Zu den Künstlern gehörten Ervardo Fioravanti, Nemesio Orsatti, Antenore Magri, Galileo Cattabriga, Giuseppe Virgili, Laerte Milani und andere. Zwischen Mailand und Rom freundete er sich mit Giorgio Bassani, Fausto Pirandello, Giuseppe Capogrossi, Carlo Bassi, Giuseppe Ravegnani, Paolo Grassi, Gio Ponti und dessen Tochter Lisa an. Er schloss auch Freundschaft mit Renzo Ravenna, dem Podestà von Ferrara, der sich für die Förderung der Kultur der Stadt einsetzte, der er sich besonders verbunden fühlte.
Für Filippo de Pisis gestaltete er das Titelbild des Ferrara gewidmeten Buches La città dalle 100 meraviglie.
In den letzten Jahren seines Lebens zog er nach Mailand und starb 1970 im Krankenhaus von Garbagnate Milanese.

## Werke
Einige seiner Skulpturen werden in Ferrara im Gallerie d’Arte Moderna e Contemporane Filippo de Pisis aufbewahrt. Weitere Werke befinden sich im Istituto comprensivo Cosmè Tura in Barco, in der alten Feuerwache neben dem städtischen Stadion, im Gebäude der Handelskammer, im Pfarrsaal der Kirche Santa Francesca Romana, im Liceo Ariosto und im Cimitero Monumentale della Certosa di Ferrara. Ein Fresko von ihm befindet sich in einem Raum in der Via Ragno, während eine Bronzebüste des Dichters Corrado Govoni im Palazzo Barbantini-Koch in der Corso della Giovecca zu finden ist.
Weitere Werke befinden sich in der Emilia und der Lombardei: in Piacenza ein Frauenkopf in der Galleria d’arte moderna Ricci Oddi, in San Giacomo delle Segnate eine Pietà in der Kirche San Giacomo Apostolo, in Voltorre di Gavirate und auf dem Friedhof von Gerenzano.

## Anmerkung
1. ↑  Die in dem Dokumentarfilm Al Filò gezeigten Künstler waren: Marcello Tassini, Ulderico Fabbri, Ervardo Fioravanti, Giuseppe Virgili, Annibale Zucchini, Danilo Farinella, Nemesio Orsatti, Galileo Cattabriga.